# Tegiapa
Tegiapa là một chi bướm đêm thuộc họ Noctuidae.